# Obraz Matki Bożej Pocieszenia z Pilzna
Obraz Matki Bożej Pocieszenia – obraz Matki Bożej z Dzieciątkiem, znajdujący się w kościele karmelitów w Pilźnie.
Obraz umieszczony jest w późnorenesansowym ołtarzu północnej kaplicy kościoła pw. Wniebowzięcia Najświętszej Maryi Panny. Został namalowany w 1663 roku przez lokalnego artystę nazwiskiem Brzeziński, jako kopia poprzedniego wizerunku Madonny, zniszczonego w trakcie najazdu wojsk Jerzego Rakoczego podczas potopu szwedzkiego. 
Tradycja kultu wizerunku Matki Bożej w Pilźnie sięga czasów średniowiecza. Pod koniec XIII wieku powstało w mieście bractwo religijne Fraternitas beatae Mariae de Pilssa, jako dar dziękczynny za uratowanie Pilzna w czasie najazdu Mongołów w 1287 roku. Czczony obraz spłonął w 1474 roku w pożarze miasta, wywołanym przez wojska Macieja Korwina najeżdżające południową Polskę.
Kolejny wizerunek powstał około 1500 roku. Zniszczony w 1657 roku został zastąpiony przez obecny obraz. W celu dalszego rozwoju kultu powstało wówczas przy kościele augustianów (obecnie karmelitów) Arcybractwo Paska Najświętszej Maryi Panny Matki Pocieszenia.
Obraz Matki Bożej Pocieszenia otrzymał na przełomie XIX i XX wieku trzy sukienki, wykonane według projektu Jana Matejki z 1883 roku. W 1960 roku w warsztacie Konstantego Pieńkowskiego powstała metalowa zasłona dla obrazu z herbem Pilzna. W 2007 roku ordynariusz tarnowski Wiktor Skworc wydał dekret nadający kościołowi karmelitów status sanktuarium maryjnego.